# ماريتا الحلاني
ماريتا الحلاني (مواليد 1 فبراير/شباط 1997) مغنيَةٌ ومؤلفة موسيقيّة وكاتبة أغانٍ لبنانيّة. ولدت في العاصمة اللبنانيّة بيروت.

## حياتها
وُلدت ماريتّا الحلانيّ في مدينة بيروت اللبنانيّة عام 1997، وبدأت مسيرتها الفنيّة في سنٍ باكرة. وهي ابنة الفنان عاصي الحلاني وملكة جمال لبنان كوليت بولس ولها شقيقة تدعى دانا وشقيق يدعى الوليد. أعلنت خطبتها من مدير الإنتاج الفني كميل أبي خليل عام 2023.

## مسيرتها الفنيّة

### الأغاني المُفردة
| العام | اسم الأغنية |
| ----- | ----------- |
| 2016  | يلا نفرح    |
| 2016  | شو بدك      |
| 2017  | خايفة أنام  |
| 2017  | تلاقينا     |
| 2018  | Go          |
| 2018  | ناسيني      |

### في التلفزيون
| سنة الإنتاج | اسم المسلسل | الشخصية |
| ----------- | ----------- | ------- |
| 2021        | عشرين عشرين | سعاد    |
| 2021        | حكايتي      | سيرينا  |
| 2023        | عشرة عمر    | بيرلا   |

## وصلات خارجية
- ماريتا الحلاني على موقع IMDb (الإنجليزية)
- ماريتا الحلاني على موقع قاعدة بيانات الأفلام العربية